# Estadio Newlands
El Estadio Newlands es un estadio situado en Ciudad del Cabo, Sudáfrica, con capacidad para 51 900 espectadores. Fue inaugurado en 1890 por la unión de rugby de Western Province, y lo utiliza para los partidos de su equipo de la Currie Cup de rugby sudafricano y los Stormers del Súper Rugby del hemisferio sur. Es el segundo estadio de rugby más antiguo del mundo.
Por su parte, la selección de rugby de Sudáfrica ha jugado varios partidos amistosos en Newlands. Los Springboks se enfrentaron a Nueva Zelanda en 1928, 1949, 1960, 1970, 1976, 1996, 2001, 2005 y 2008, Australia en 1933, 1953, 1963, 1969, 1992, 1999, 2003, 2007, 2009 y 2013, Francia en 1958, 1967, 2006 y 2010, Inglaterra en 1994 y 1998, Irlanda en 1961, 1981 y 2004, Gales en 2002, Italia en 2008, Argentina en 2012, y los Leones Británico-irlandeses en doce oportunidades entre 1891 y 1997.
En la Copa Mundial de Rugby de 1995, Newlands albergó dos partidos de los Springboks de la fase de grupos ante Australia y Rumania, el de cuartos de final entre Inglaterra y Australia, y la semifinal entre Nueva Zelanda e Inglaterra.
Por otra parte, los equipos de fútbol Ajax Cape Town, Vasco da Gama y Santos lo han utilizado para algunos de sus partidos como local de la Premier Soccer League.
En 2009 se inauguró el Estadio de Ciudad del Cabo, pero la unión de rugby de Western Province pretendía seguir jugando en Newlands. Esto cambió en octubre de 2019, cuando se anunció que el estadio será demolido en 2021, obligando a Western Province y a los Stormers a jugar en el nuevo estadio a partir de ese mismo año.

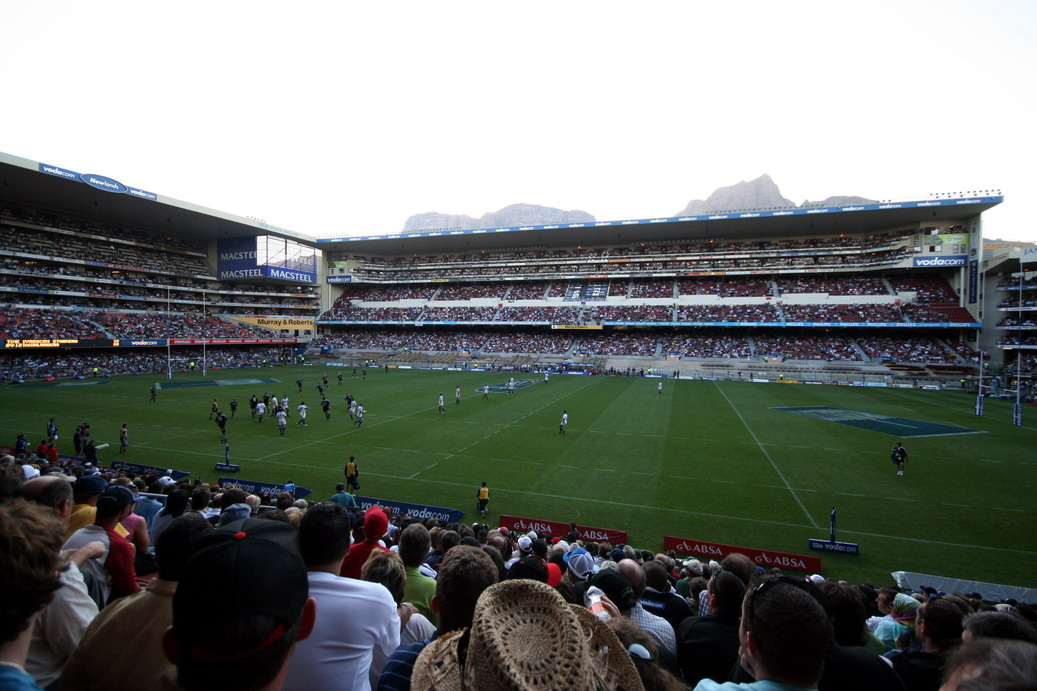
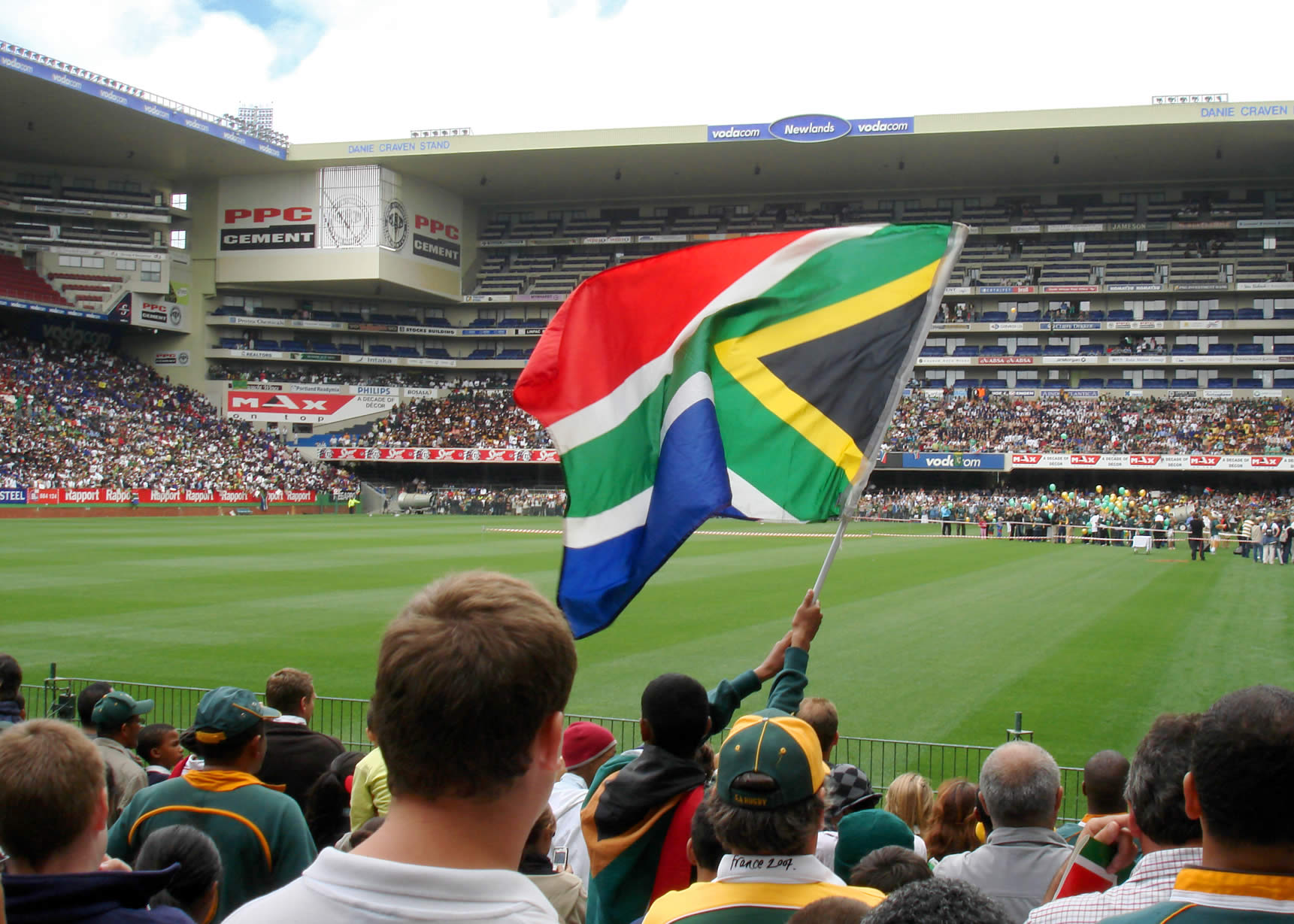